# Nederlandse Sport Federatie

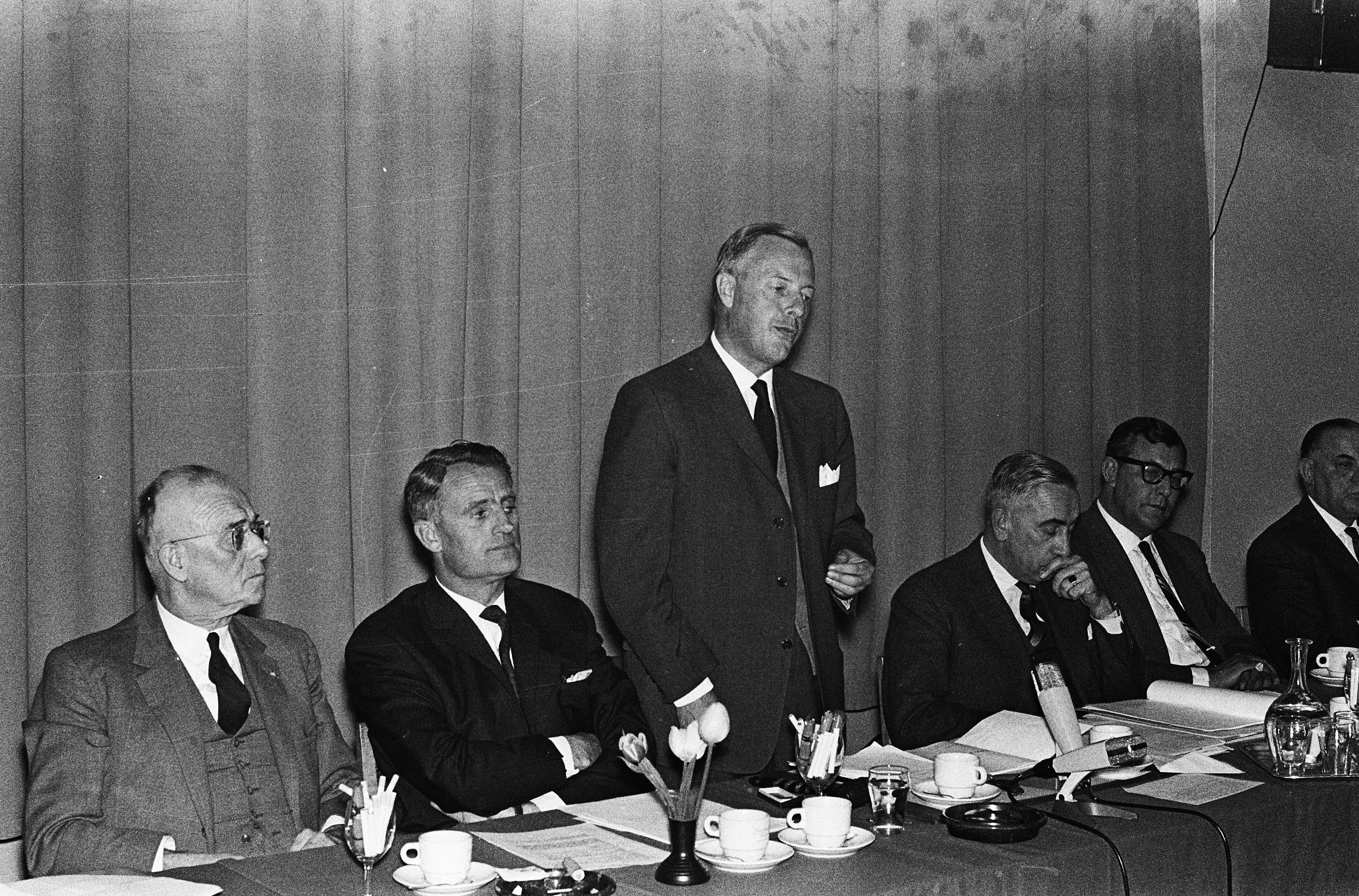
Vergadering van de Nederlandse Sport Federatie in het Jaarbeursgebouw te Utrecht in 1963. Staand voorzitter Feith.

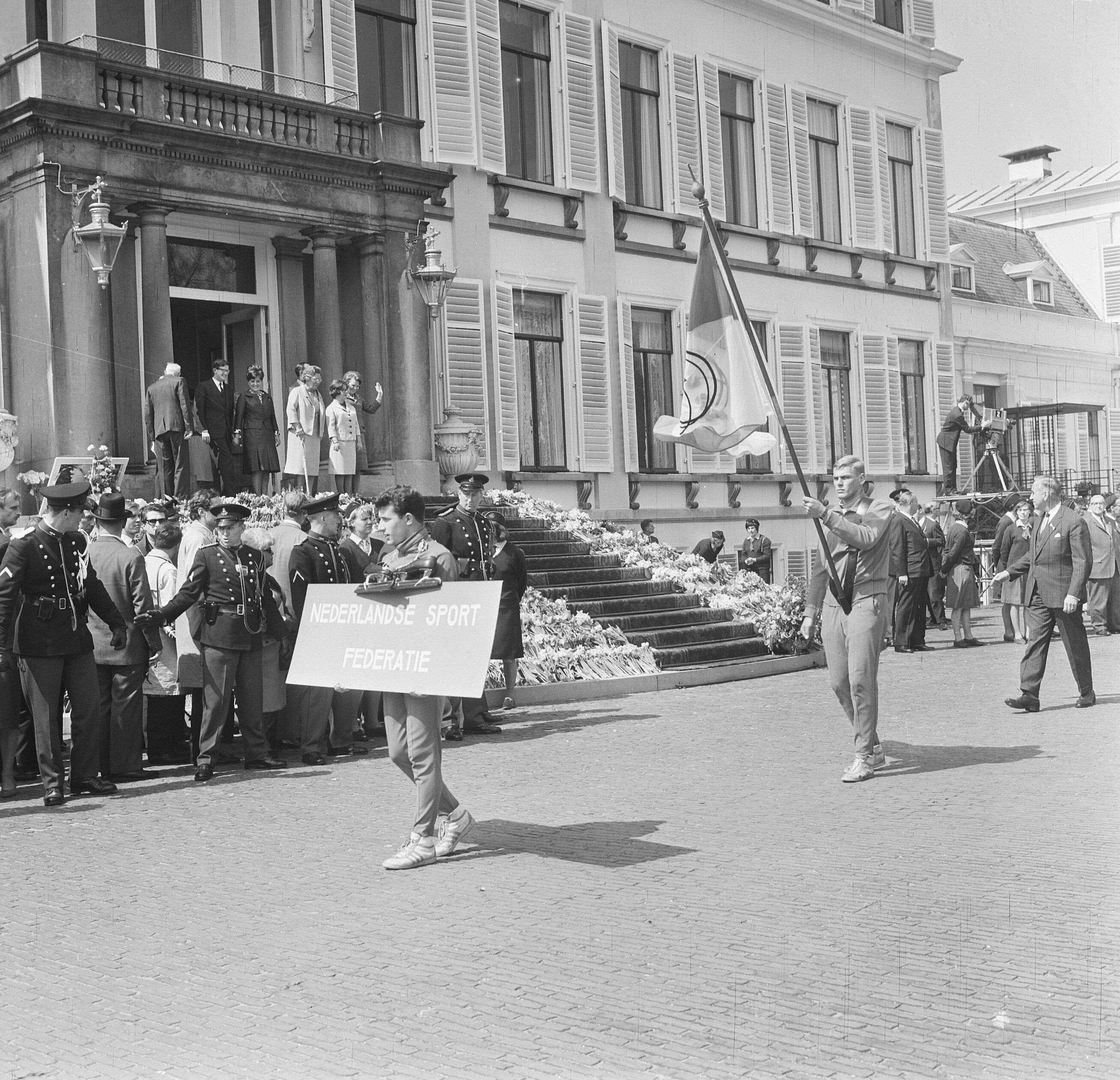
Defilé op Koninginnedag 1965. Schaatser Ard Schenk draag de vlag van NSF voor het bordes van paleis Soestdijk.

De Nederlandse Sport Federatie (NSF) was een Nederlandse sportkoepel die bestond tussen 1959 en 1993. De taak van de koepel was het behartigen van de belangen van de sportbonden met uitzondering van zaken die met de olympische spelen te maken hadden. De NSF fuseerde in 1993 met het NOC en ging daarbij op in het NOC*NSF.

## Geschiedenis
Eind november 1957 verscheen een rapport over een reorganisatie bij het Nederlands Olympisch Comité (NOC). Directe aanleiding hiervoor was de beslissing van het NOC-bestuur om niet deel te nemen aan de Olympische Zomerspelen 1956 vanwege de Sovjet inval in Hongarije. Deze beslissing leidde tot verdeeldheid bij sporters en bonden en werd als een eenzijdige beslissing vanuit NOC ervaren. De belangrijkste aanbeveling was het loskoppelen van de olympische en de sociaal-maatschappelijke taken van de organisatie. Hiervoor moest een aparte sportfederatie opgericht worden. In de nieuwe organisatie kwamen bestuurszetels voor het NOC, de Nederlandse Christelijke Sport Unie, de Nederlandse Culturele Sportbond, de Nederlandse Katholiek Sportbond, de Vereniging van Leraren in de Lichamelijke Opvoeding en de stichting voor sport en spel in het jeugdwerk. De Nederlandse Christelijke Sport Unie nam uiteindelijk geen deel in de NSF, mede vanwege een forse subsidie middels de voetbaltoto vanuit de KNVB. Op 24 januari 1959 werd in Amsterdam de Nederlandse Sport Federatie opgericht en Karel Lotsy werd de eerste voorzitter en Wim van Zijll algemeen-secretaris.
Vanuit NSF werd in 1959 bepleit dat een groot deel van de opbrengst van de Toto naar de sportbonden moest gaan. Dit gebeurde in 1960 toen de Toto onder organisatie van de Stichting De Nationale Sporttotalisator kwam. In december 1959 werd Antoine Feith de nieuwe voorzitter, nadat Lotsy in augustus van dat jaar was overleden. In februari 1960 vestigde het NSF zich aan de Laan van Meerdervoort 1a in Den Haag. Prins Bernhard werd in 1964 beschermheer van NSF. In 1970 boden diverse sportkoepels, onder aanvoering van NSF, de 'Nota Sport '70' aan minister Marga Klompé aan. Hierin werd gepleit voor een nationaal sportbeleid en meer ruimte voor sportaccommodaties. In 1977 vroeg NSF aan informateur Joop den Uyl om een minister voor sport. In juni 1977 werd Wilhem Herman Daniël Quarles van Ufford voorzitter van NSF. In 1980 volgde Wim de Heer Van Zijll op als algemeen-secretaris en van 1980 tot 1987 was Piet van Dorst voorzitter van NSF.
In 1983 werkte het NSF samen met NOC voor de oprichting van een stichting voor topsporters. In 1988 verhuisde het NSF naar nationaal Sportcentrum Papendal in Arnhem. In 1989 werd, met het oog op het bid van Amsterdam voor de Olympische Zomerspelen 1992, vanuit NSF een organisatie opgericht voor overleg tussen overheid, sportbonden, bedrijfsleven en media. Waar in de eerste 20 jaar NSF vooral dicht tegen de overheid aanleunde, werd daarna de samenwerking met NOC weer groter. Onder leiding van de in 1987 aangetreden voorzitter Frank Schreve, werd samen met NOC-voorzitter Henk Vonhoff een fusie tussen beide organisaties voorbereid. Eind 1989 verscheen hiervoor een rapport en in januari 1990 stemden de leden van NSF voor een fusie. Deze kreeg onder leiding van Marten Kastermans (voorzitter 1990-1993) per 1 juli 1993 gestalte met de vorming van NOC*NSF.

## Onderscheidingen
De Nederlandse Sport Federatie reikte onderstaande onderscheidingen uit:
- Medaille van de Nederlandse Sport Federatie
- Vaardigheidsmedaille van de Nederlandse Sport Federatie
- Nationale Vijfkampkruis van de Nederlandse Sport Federatie